# 伊丹二郎

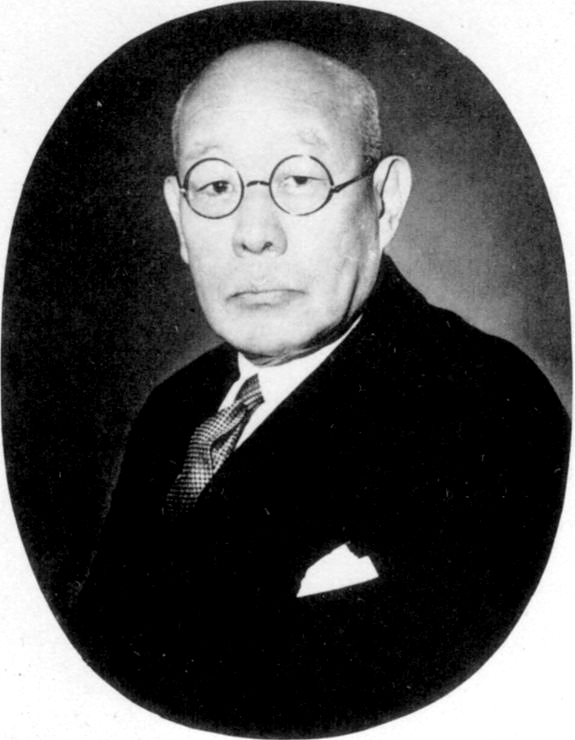
伊丹二郎

伊丹 二郎（いたみ じろう、文久3年1月25日（1863年3月14日） - 1951年（昭和26年）12月5日）は、大正から昭和初期にかけて活動した日本の実業家。麒麟麦酒株式会社（キリンビール）社長を長く務めた。男爵伊丹重賢の次男。

## 経歴
文久3年1月25日（新暦1863年3月14日）生まれ。東京出身。父の伊丹重賢は青蓮院宮尊融親王（後の久邇宮朝彦親王）に仕えた志士で、明治維新後は元老院議官や貴族院議員などを歴任、その功労により1896年（明治29年）男爵に叙された。二郎は重賢の次男で、父の死後爵位を継いだ伊丹春雄は兄である。
アメリカ合衆国へ留学し、ペンシルベニア大学・バージニア大学を卒業、法学士 (Bachelor of Laws) および哲学士 (Bachelor of Philosophy) の学位を取得。帰国後は日本郵船株式会社に入社した。1907年（明治40年）に天津支店長に就任、大阪・函館・神戸の各支店長を経て、1916年（大正5年）11月に専務取締役に就任し、翌1917年（大正6年）12月まで務めた。日本郵船では社長近藤廉平の片腕として知られた。
1921年（大正10年）7月、日本郵船と同じ三菱財閥系列の麒麟麦酒に転じ、取締役に選出される。2年後の1923年（大正12年）5月24日には、田中常徳の死去に伴う後任として同社の第4代取締役会長に就任した。なお、1925年（大正14年）2月に会長制から社長制に変更されたため、それ以降は取締役社長である。
伊丹が会長となった直後の1923年9月、麒麟麦酒は関東大震災によって3か所のビール工場のうち横浜市の山手工場と、工場内にあった本社が全壊する被害を受けた。同工場は麒麟麦酒創業の地であったが復旧を断念し、1926年（大正15年）に横浜市郊外の生麦に新工場（横浜工場）を建設して復興した。伊丹は創業以来社業にかかわる磯野長蔵（1927年より専務）のサポートを受けて復興に尽力するとともに、以降も磯野と組んで経営を続け、広島工場の建設、朝鮮への進出（昭和麒麟麦酒設立）、満洲国への進出（満洲麦酒設立）など積極経営を主導した。伊丹はこれらの積極経営によって会社の基礎を確固不抜のものとしたと評されている。
1942年（昭和17年）7月28日付で麒麟麦酒取締役社長を辞任し、専務の磯野長蔵に譲った。戦後の1951年（昭和26年）12月5日死去。満88歳没。

## 電気事業への参加
アメリカのフィラデルフィアにて留学中、後から渡米してきた福澤桃介と交流をもった。後年、福澤が木曽川における水力開発を志し木曽電気製鉄を設立すると、伊丹も1918年（大正7年）9月の設立と同時に取締役の一人となった。翌1919年（大正8年）6月には、福澤や岩崎清七・成瀬正忠らとともに北陸地方での水力開発を目的に白山水力を設立、初代社長に就任する。ただし在任期間は短く、半年後の1920年（大正9年）2月に小林源蔵と交替している。
1919年（大正8年）11月、福澤を社長とする大阪送電、後の大同電力の設立とともに監査役に就任。福澤の社長辞任後も長く監査役に留まり、同社が解散する1939年（昭和14年）4月まで長く務めた。また大手電力会社の東邦電力（旧・関西電気）でも1921年（大正10年）12月監査役に選出、1925年（大正14年）5月に取締役へ転じて、1933年（昭和8年）5月まで在職している。

## 主な役職
- 日本郵船株式会社専務取締役：1916年11月 - 1917年12月
- 麒麟麦酒株式会社役員：
  - 取締役：1921年7月 - 1923年5月
  - 取締役会長：1923年5月 - 1925年2月
  - 取締役社長：1925年2月 - 1942年7月
- 大同電力株式会社監査役：1919年11月 - 1939年4月
- 東邦電力株式会社役員：
  - 監査役：1921年12月 - 1925年5月
  - 取締役：1925年5月 - 1933年5月